# Certhia familiaris
El agateador norteño o euroasiático (Certhia familiaris) es una especie de ave de la familia Certhiidae que vive en Eurasia. Es un ágil trepador de árboles de color parduzco moteado en las partes superiores y las partes inferiores blanquecinas, con un pico fino y curvado hacia abajo y una cola larga y rígida que usa como soporte en los troncos. Aunque su aspecto es similar a otros agateadores se diferencia fácilmente por su canto del agateador común con el que coincide en gran parte de su área de distribución europea.
Se reconocen al menos nueve subespecies de agateador norteño distribuidas por las regiones templadas de Eurasia. Esta especie se encuentra en todo tipo de bosques, pero en las regiones donde coincide on el agateador común es más probable encontrarlo en los bosques de coníferas o en zonas altas. Anida en huecos de los árboles o entre su corteza. La hembra pone generalmente cinco o seis huevos blancos con motas rosadas. Sus nidadas son vulnerables al ataque de los pájaros carpinteros y mamíferos, como las ardillas.
Los agateadores norteños son insectívoros y trepan por los troncos de los árboles en busca de insectos que atrapa con su pico curvado entre las grietas de la corteza. Entonces vuela a la base de otro árbol con un vuelo errático característico. Esta ave es solitaria en invierno, pero puede formar dormideros comunales cuando el tiempo es frío.

## Descripción
Al igual que los demás agateadores, el agateador norteño es un ave de pequeño tamaño con las partes superiores del cuerpo de color pardo moteado, obispillo rojizo y partes inferiores blanquecinas. Tienen picos largos y curvados y las plumas de su cola son rígidas lo que les proporciona soporte cuando trepan por los troncos en busca de insectos.

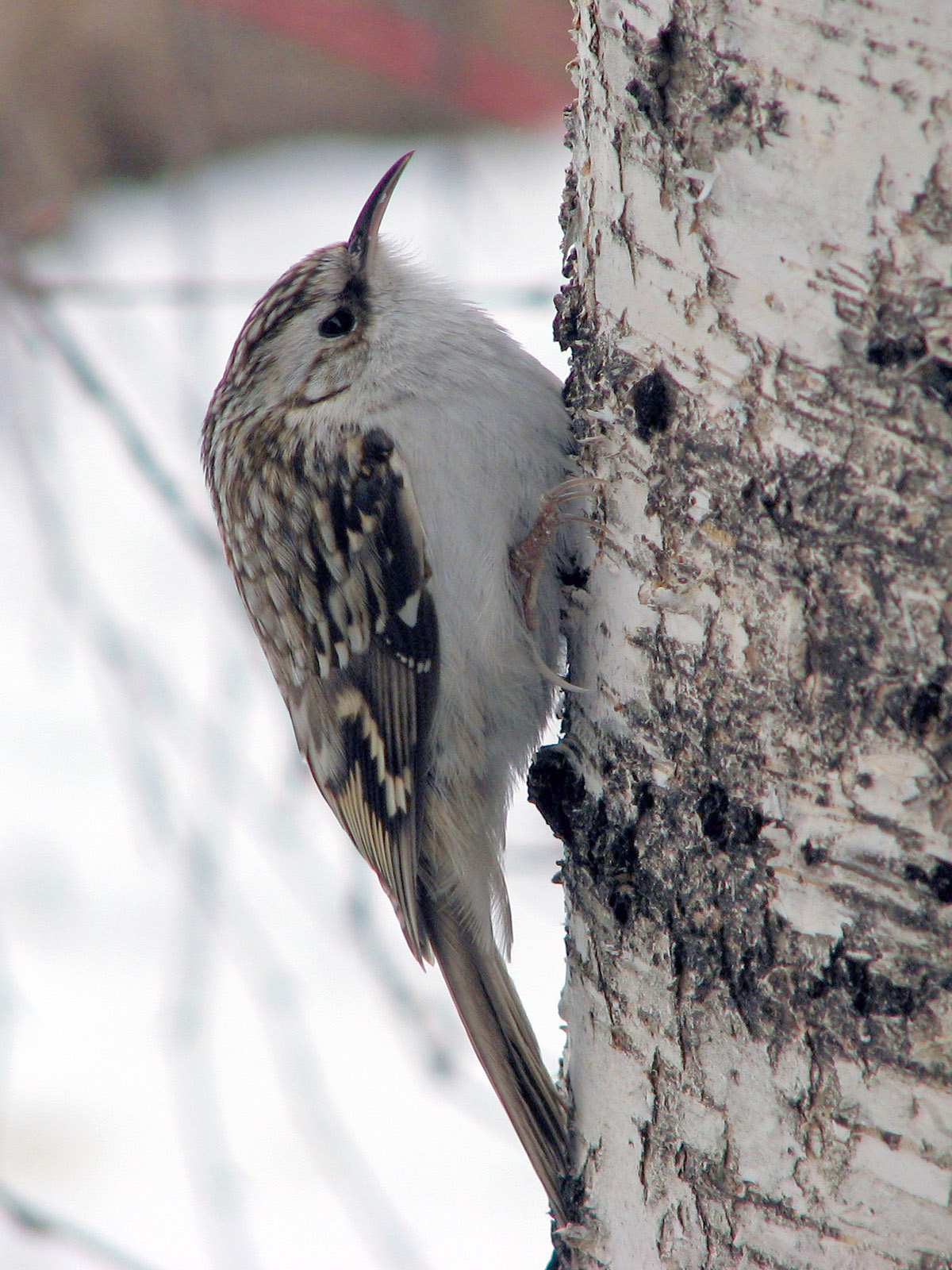
Agateador norteño en Finlandia.

El agateador norteño mide unos 12,5 cm de largo y pesa entre 7,0–12,9 g. Sus partes superiores marrones tienen un intrincado moteado con pintas negras, blancas y de color crema, aunque su cola es de color pardo liso. Si vientre, pecho y flancos son blanquecinos con matices crema. Ambos sexos tienen un aspecto similar, aunque los juveniles tienen las partes superiores de colores más apagados que los adultos, y sus partes inferiores blanquecinas tienen motas oscuras en los flancos.
Su llamada de contacto es sit agudo y apagado, aunque su llamada más distintiva es un tsrii vibrante y a veces repetitivo. El canto del macho empieza con un srrih, srrih seguido por varios trinos, una nota larga, ondulante y descendente, y un silbido que sube y baja.
El área de distribución del agateador norteño solapa con el de otros agateadores con los que se puede confundir. En Europa comparte mucho de su área de distribución con el agateador común. Comparado con esta especie sus partes inferiores son de un color blanco más intenso, y las superiores son de un color marrón más cálido y más moteadas, tiene una lista superciliar más clara y su pico es ligeramente más corto. Es difícil diferenciar visualmente, incluso teniéndolos en la mano, a muchos de sus individuos. En cambio sus cantos son muy diferentes, aunque se sabe que ambas especies pueden emitir los sonidos de la otra.
Tres subespecies de agateador norteño del Himalaya con frecuencia son consideradas como especies aparte, como el agateador de Hodgson, aunque todas son distinguibles del resto de especies de agateadores de Asia. La cola lisa del agatador norteño lo diferencia del agateador del Himalaya, que tiene la cola listada, y su garganta blanca es una diferencia evidente respecto al agateador de garganta castaña. El agateador nepalés es más difícil de diferenciar del agateador norteño, aunque tiene los flancos de color canela más llamativo en lugar de crema.
Nunca se ha registrado la presencia en Europa del agateador americano, pero un divagante de otoño sería difícil de diferenciar incluso por el canto, ya que aunque su apariencia es más parecida al agateador común su canto es más parecido al del agateador norteño.

## Taxonomía

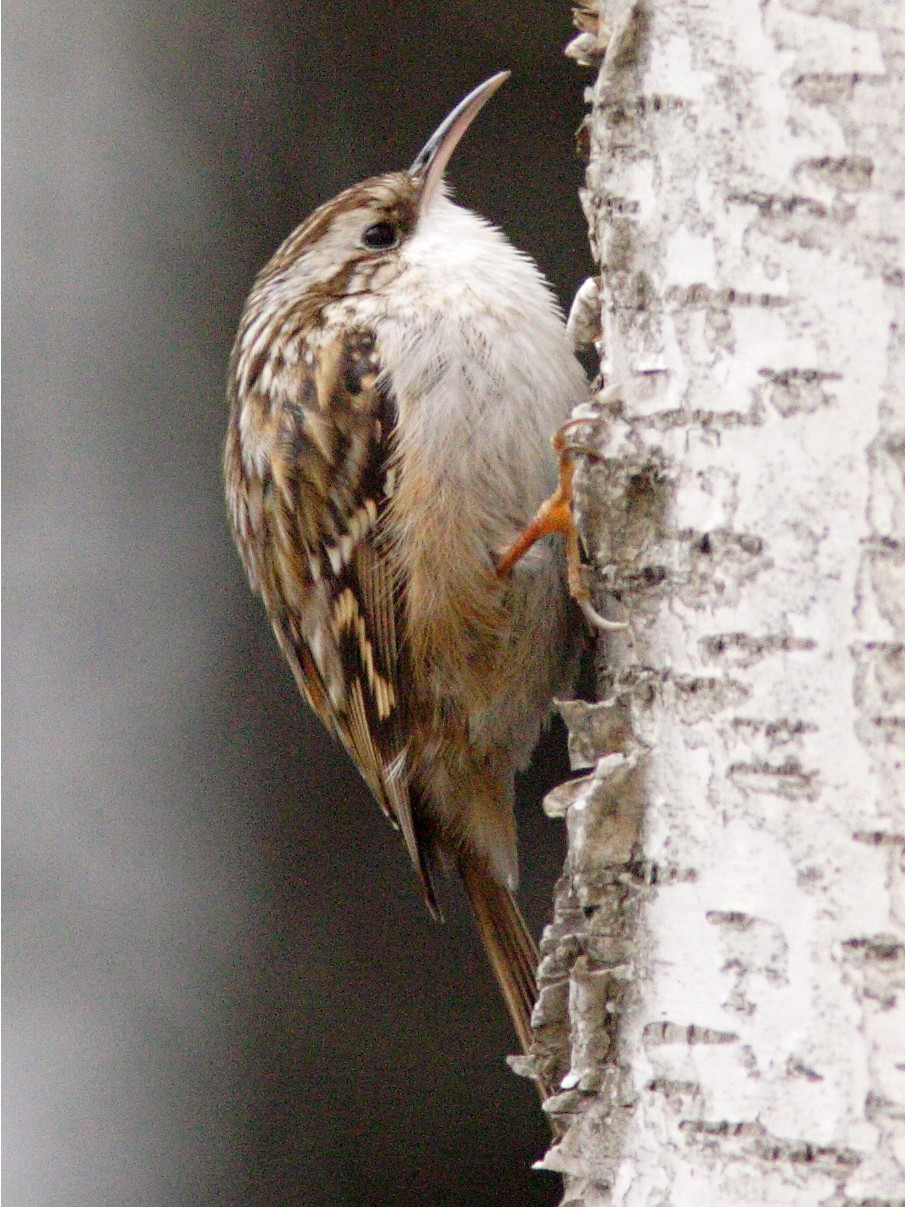
El agateador común tiene una apariencia muy similar al norteño y ambos coinciden en Europa occidental.

El agateador norteño fue descrito científicamente con su actual nombre por Linneo en su obra Systema naturae en 1758. Su nombre binomial deriva del griego kerthios, un pequeño ave que vivía en los árboles descrito por Aristóteles entre otros, y la palabra latina familiaris, que significa familiar o común, por ser el agateador más común en el norte y centro de Europa.

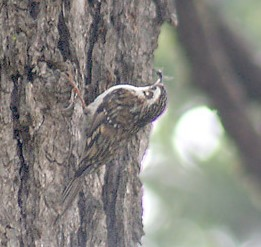
El agateador de Hodgson fue considerado subespecie del agateador norteño.

Esta especie es muy parecida al resto de los componentes del género Certhia. Se reconocen actualmente ocho especies dentro del género de los agateadores, procedentes de dos linajes evolutivos: una rama holártica y otra en el sur de Asia. El canto del grupo del holártico es más gorjeante, siempre empieza y termina con un chillón sriih (excepto los C. familiaris de China). En cambio las especies del grupo del sur tienen un trino de ritmo más rápido sin el sonido sriih. Todas las especies tienen vocalizaciones características y algunas subespecies han sido elevadas al rango de especie basándose en sus cantos.
El agateador norteño pertenece al grupo de norte, junto al agateador americano de Norteamérica, el agateador común, de Europa occidental y el agateador de Hodgson del sur del Himalaya.
El agateador americano fue considerado alguna vez una subespecie del agateador norteño, pero está más próximo al agateador común, y generalmente ahora es tratado como una especie totalmente independiente. Se ha propuesto más recientemente que se separara al agateador de Hodgson debido a estudios de las secuencias de ADN mitocondrial del citocromo b y la estructura de su canto que indicaron que podría ser una especie distinta de C. familiaris.
Se reconocen de nueve a doce subespecies de agateador norteño, dependiendo del punto de vista taxonómico usado, todas ellas son muy similares y se cruzan en las zonas donde se solapan sus áreas de distribución. En general hay una tendencia clinal en la apariencia a medida que se va desde el oeste hacia el este de Eurasia, observándose que las subespecies van teniendo sus partes superiores más grisáceas y más blancas sus partes inferiores, pero esta tendencia se invierte al este del río Amur. Las subespecies actualmente reconocidas son:
| Subespecie         | Distribución                                            | Notas |
| ------------------ | ------------------------------------------------------- | --- |
| C. f. britannica   | Gran Bretaña e Irlanda                                  | Los agateadores de Irlanda son ligeramente más oscuros que los de Gran Bretaña y a veces se los considera otra subespecie |
| C. f. macrodactyla | Europa occidental, incluido el norte de España          | Es más pálido en las zonas superiores y más blanco en las inferiores que C. f. britannica                                 |
| C. f. corsa        | Córcega                                                 | Tiene las partes inferiores con matices crema y las superiores con más contrastes que C. f. macrodactyla                  |
| C. f. familiaris   | Escandinavia y Europa oriental hasta Siberia occidental | Es la subespecie nominal. Más pálido en las partes superiores que C. f. macrodactyla, y sus partes inferiores son blancas |
| C. f. daurica      | Siberia oriental y norte de Mongolia                    | Más pálido y grisáceo que la subespecie nominal                                                                           |
| C. f. orientalis   | Cuenca del río Amur basin, noreste de China y Corea     | Similar a la subespecie nominal, pero más moteado en la parte superior                                                    |
| C. f. japonica     | Japón                                                   | Más oscuro y rojizo que C. f. duarica                                                                                     |
| C. f. persica      | Desde Crimea y Turquía oriental hasta el norte de Irán  | Coloración más apagada y menos rojiza que la subespecie nominal                                                           |
| C. f. tianchanica  | Noroeste de China y regiones adyacentes                 | Más pálido y más rojizo que la subespecie nominal                                                                         |

## Distribución y hábitat

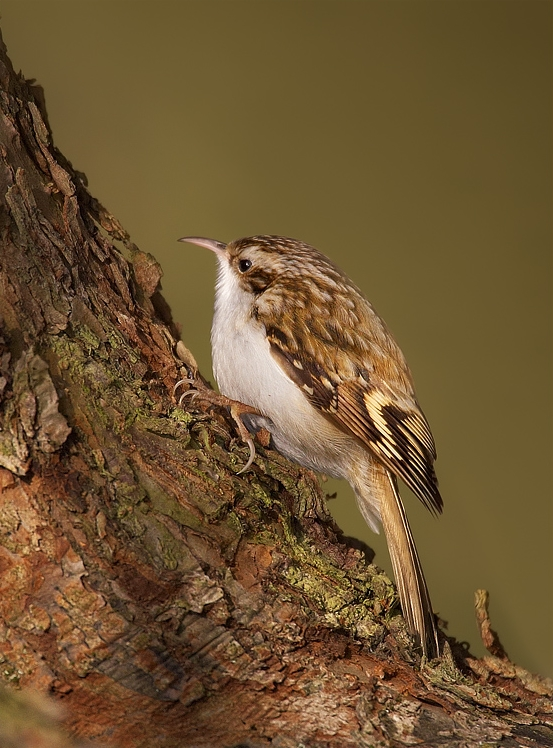
Ejemplar de Europa central.

El agateador norteño es la especie más extendida de su género, cría en los bosques templados a lo largo de toda Eurasia desde Irlanda a Japón. Prefiere los árboles viejos y en la mayor parte de Europa donde comparte territorio con el agateador común aparecer principalmente en los bosques de coníferas, especialmente piceas y abetos. Sin embargo donde es la única especie de agateador, como en las regiones europeas de Rusia, o las islas británicas, también frecuenta los bosques de frondosas y mixtos. En España donde el agateador común ocupa la mayor parte del territorio el agateador norteño se limita a los bosques de montaña de la mitad norte, principalmente en los Pirineos, a lo que debe su nombre. 

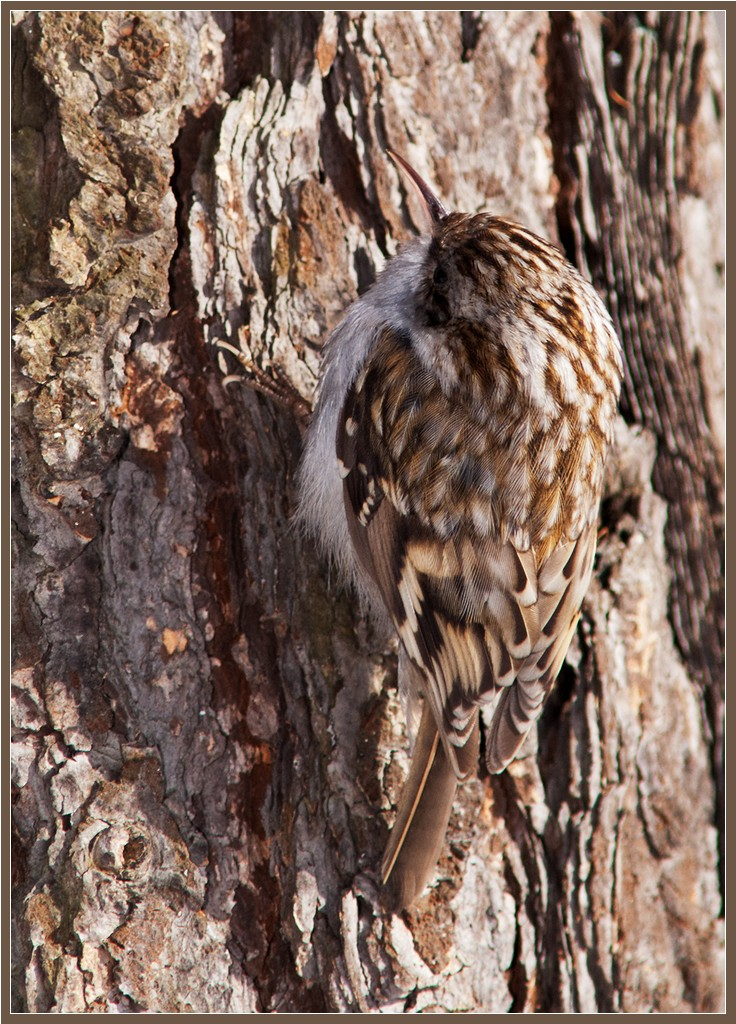
Su plumaje le proporciona un perfecto camuflaje entre las cortezas de los árboles.

El agateador norteño cría cerca en altitudes bajas en la parte norte de su área de distribución pero tiende a ser una especie de altitudes altas en las regiones del sur. En los Pirineos cría por encima de los 1.370 metros de altura, en China de 400–2,100 metros y en el sur de Japón de 1,065–2,135 metros. Las áreas de cría se encuentras en regiones que en julio tienen isotermas entre 14–16 °C y 23–24 °C.
El agateador norteño es un ave sedentaria en las regiones occidentales y sureñas de clima templado, pero algunas aves del norte se desplazan al sur en invierno, y los individuos que crían en las montañas descienden a altitudes más bajas en invierno. Sus desplazamientos de dispersión invernales y tras la estación de cría pueden conducirlos a divagar fuera de su área de distribución normal. Se han registrado migradores invernales en las subespecies de Asia en Corea del Sur y China, y la subespecie nominal ha aparecido tan al oeste de su zona de distribución normal como Orkney, en Escocia. El agateador norteño también ha aparecido como divagante en las islas del Canal (donde la especie residente es el agateador común), Mallorca y las islas Feroe.

## Comportamiento
Al ser un pequeño pájaro forestal con plumaje críptico y llamadas discretas, el agateador norteño puede pasar inadvertido fácilmente, así como sus ascensiones verticales por los troncos a modo de ratón que realiza a saltitos y usando su cola rígida como apoyo. Sin embargo no es un pájaro demasiado receloso y se muestra indiferente ante la presencia de los humanos. Muestra un vuelo errático y ondulante característico, alternando aleteos similares a los de las mariposas con planeos laterales y caídas. Las aves migradoras pueden volar de día o de noche, aunque la extensión de sus desplazamientos generalmente es enmascarada por las poblaciones residentes. Es solitario en invierno, pero cuando el clima es más frío se puede encontrar más de una docena de individuos durmiendo juntos en grietas apropiadas.

### Reproducción

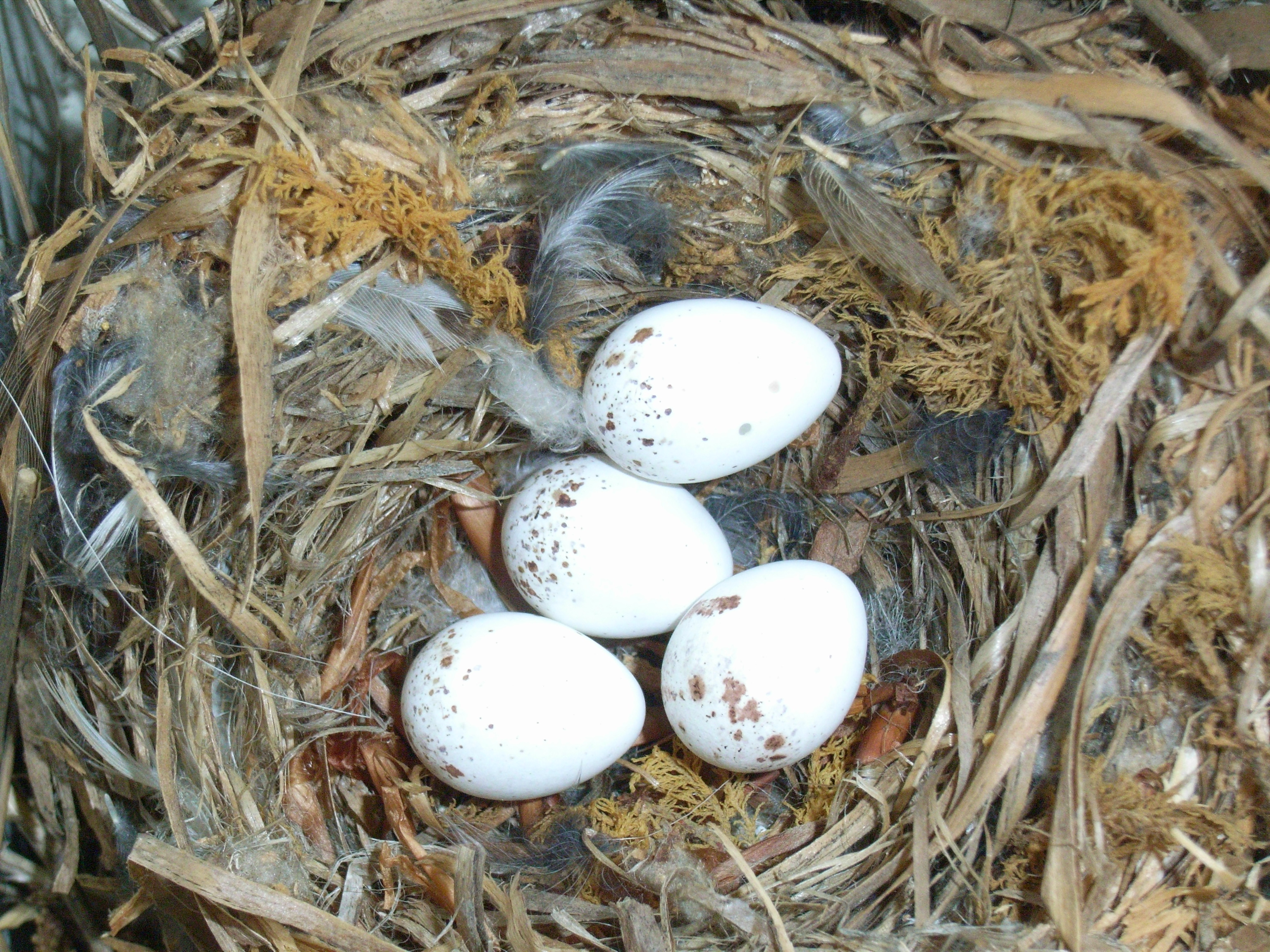
Nido de agateador norteño.

Los agateadores norteños crían a partir de la edad de un año. Anidan en las grietas y tras las cortezas de los troncos. Donde están presentes las secuoyas gigantes de Norteamérica prefieren las cavidades de estos grandes árboles introducidos como lugares de anidamiento por lo fácil que es hacer huecos en su blanda corteza. A veces usan las grietas de edificios y muros, y los nidos artificiales en los bosques de coníferas. Su nido tiene una base de ramitas y agujas de pino, hierbas y cortezas, y su interior está forrado con materiales más suaves como plumas, pelo, musgo, líquenes o telas de araña.
En Europa la nidada generalmente se realiza entre marzo y junio y suele constar de cinco o seis huevos, mientras que en Japón ponen de tres a cinco huevos entre mayo y julio. Los huevos son blancos con finas motas de color rosáceo principalmente en los extremos, miden 16 x 12 mm y pesan 1,2 g de los cuales el 6% es el peso de la cáscara. Los huevos son incubados solamente por la hembra durante 13–17 días hasta que eclosionan sus pollos altriciales cubiertos de pelusa. Los pollos son alimentados por sus dos progenitores aunque solo la hembra los da calor. Tardan unos 15–17 días en desarrollarse. Los juveniles regresan al nido las primeras noches tras abandonarlo. Aproximadamente un 20% de las parejas, principalmente del sur y el oeste, cría una segunda nidada.
Entre los depredadores de nidadas y pollos de agateadores norteños se incluyen los picos picapinos, las ardillas rojas y los pequeños mustélidos, y los efectos de la depredación son unas tres veces más altos en los bosques fragmentados que en los bosques densos y extensos (32,4% contra el 12.0% en los bosques fragmentados). Las tasas de predación se incrementan cuando el nido está cerca del borde del bosque, y la presencia de tierras de cultivo cercanas aumenta el grado de predación en ambos casos probablemente por un mayor número de ataques de mustélidos. Esta especie es parasitada en el nido por la pulga de la gallineta (Dasypsyllus gallinulae). La tasa de supervivencia de los juveniles de esta especie es desconocida, aunque el 47,7% de los adultos sobreviven cada año. La longevidad típica de la especie es de dos años, habiéndose registrado una longevidad máxima de ocho años y diez meses.

### Alimentación

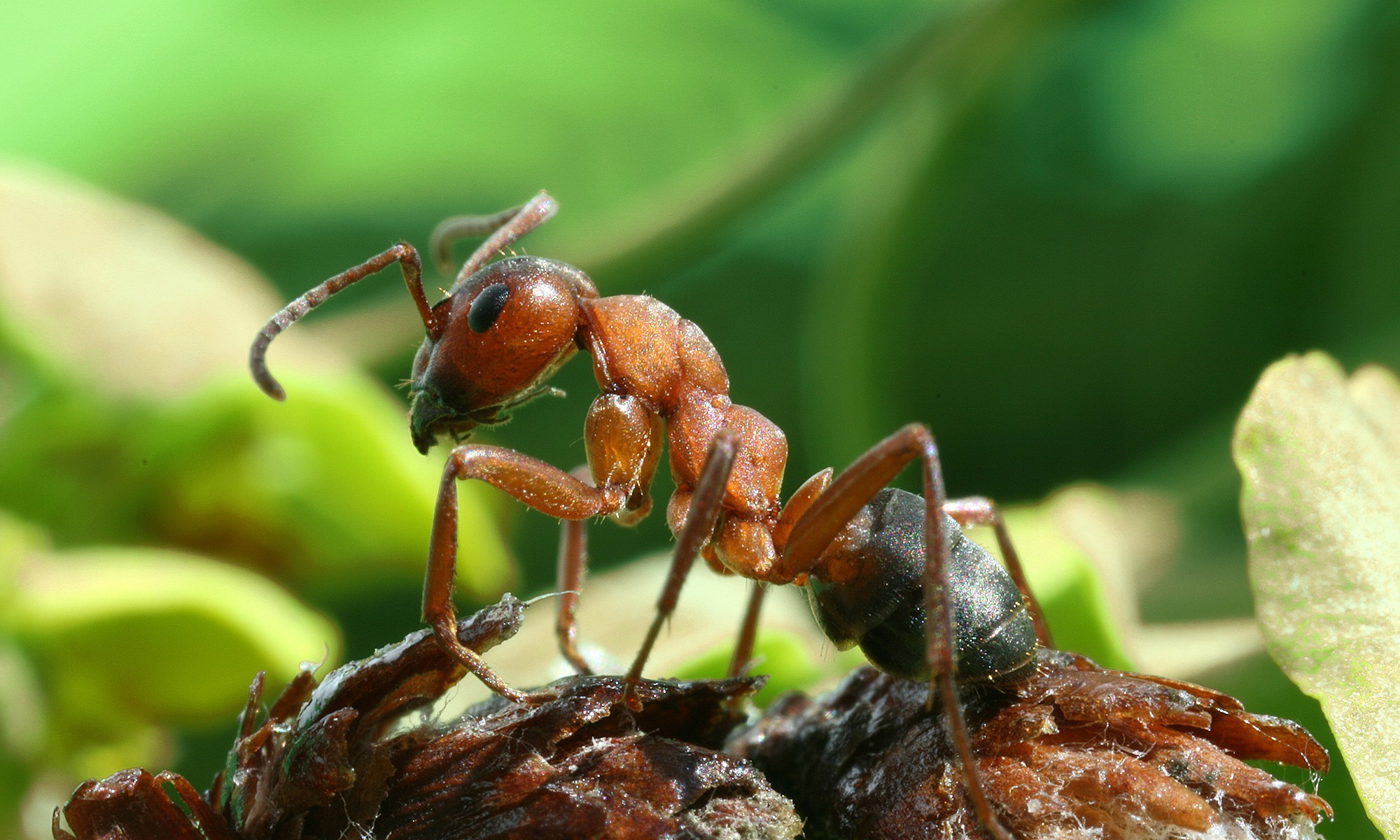
Las hormigas rojas (Formica rufa) compiten por el alimento con los agateadores.

El agateador norteño suele buscar invertebrados en los troncos de los árboles para alimentarse, empezando por la base del tronco y ascendiendo por él ayudado por su cola rígida como apoyo. A diferencia de los trepadores no bajan por los troncos cabeza abajo sino que vuelan hasta la base de otro árbol cercano. Usan sus largos y finos picos para sacar los insectos y las arañas de entre las grietas de las cortezas. Aunque normalmente buscan su comida en los árboles ocasionalmente también cazan en los muros el suelo o entre las agujas de los pinos caídos. Además puede añadir las semillas de las coníferas entre su dieta en los meses más fríos.
Las hembras del agateador común se suelen alimentan principalmente en las partes superiores de los troncos de los árboles, mientras que los machos utilizan las partes inferiores. Un estudio realizado en Finlandia descubrió que si el macho de una pareja desaparece, la hembra desparejada cazará en alturas más bajas, pasará menos tiempo en cada árbol y tendrá sesiones de búsqueda de alimento más cortas que una hembra emparejada.
Esta ave a veces se puede incorporar a bandadas de alimentación mixtas en invierno, aunque no parece que compartan los recursos alimenticios encontrados con sus acompañantes los páridos y reyezuelos, sino que más bien se benefician de la vigilancia extra que proporciona la bandada. Las hormigas rojas y los demás miembros de su subgénero comparten el hábitat con los agateadores norteños, y también se alimentan de invertebrados en los troncos de los árboles. Investigadores finlandeses han descubierto que donde han cazado las hormigas rojas hay menos artrópodos, y que los machos de los agateadores pasan menos tiempo en los troncos que han visitado estas hormigas.

## Estado de conservación
Esta especie está extendida por una amplia zona de distribución de unos 10 millones de km². Tiene una población mundial, con unos 11–20 millones de individuos solo en Europa. No se ha determinado la tendencia de su población pero no se cree que esta especie se aproxime a los criterios de descenso de población que establece la Lista Roja de la UICN (descenso de más del 30% en diez años o tres generaciones). Por estas razones esta especie está catalogada con el parámetro de preocupación menor.
Es un ave común en gran parte de su área de distribución, aunque en las zonas más al norte es rara, ya que es vulnerable a los inviernos duros, especialmente si sus posibilidades de alimentación se interrumpen por las heladas o las lluvias gélidas. También es poco común en Turquía y el Caucaso. En el oeste de su área de distribución se han extendido hasta las Hébridas Exteriores en Escocia, llegando hasta Noruega, y criaron por primera vez en los Países Bajos en 1993.